# Silk City

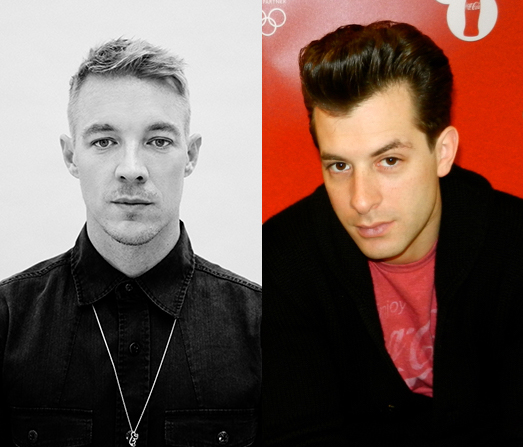
Silk City (Diplo und Mark Ronson)

Silk City ist ein britisch-US-amerikanisches House-Duo, bestehend aus den beiden Musikproduzenten Mark Ronson und Diplo. Sie arbeiteten mit Künstlern und Künstlerinnen wie Dua Lipa, Ellie Goulding, Desiigner und Daniel Merriweather zusammen.

## Geschichte
Januar 2018 kündigten der US-amerikanische DJ und Musikproduzent Diplo und der britische Musiker, DJ, Songwriter und Musikproduzent Mark Ronson ein neues Projekt mit den Namen Silk City an. Ihre Debütsingle „Only Can Get Better“, die in Zusammenarbeit mit Daniel Merriweather entstand, wurde am 25. Mai 2018 veröffentlicht. Bis Juli 2018 veröffentlichten sie zwei weitere Singles.
Ihre dritte Single, Electricity, entstand zusammen mit der britischen Sängerin und Songwriterin Dua Lipa und wurde am 6. September 2018 veröffentlicht. Dafür wurden die Künstler mit dem Grammy Award für die beste Dance-Aufnahme ausgezeichnet. Die Single gelangte in diverse nationale Charts, unter anderem erreichte sie Platz 4 in Großbritannien, 46 in der Schweiz, 61 in Österreich und 64 in Deutschland.
Im Januar 2021 erschien zusammen mit Ellie Goulding die Single New Love, die sich ebenfalls in den britischen Single-Charts platzieren konnte.

## Diskografie

### EPs
- 2019: Electricity (Columbia Records)

### Singles
| Jahr | Titel Album | Höchstplatzierung, Gesamtwochen, AuszeichnungChartplatzierungen (Jahr, Titel, Album, Platzierungen, Wochen, Auszeichnungen, Anmerkungen) | Höchstplatzierung, Gesamtwochen, AuszeichnungChartplatzierungen (Jahr, Titel, Album, Platzierungen, Wochen, Auszeichnungen, Anmerkungen) | Höchstplatzierung, Gesamtwochen, AuszeichnungChartplatzierungen (Jahr, Titel, Album, Platzierungen, Wochen, Auszeichnungen, Anmerkungen) | Höchstplatzierung, Gesamtwochen, AuszeichnungChartplatzierungen (Jahr, Titel, Album, Platzierungen, Wochen, Auszeichnungen, Anmerkungen) | Höchstplatzierung, Gesamtwochen, AuszeichnungChartplatzierungen (Jahr, Titel, Album, Platzierungen, Wochen, Auszeichnungen, Anmerkungen) | Höchstplatzierung, Gesamtwochen, AuszeichnungChartplatzierungen (Jahr, Titel, Album, Platzierungen, Wochen, Auszeichnungen, Anmerkungen) | Anmerkungen                                                |
| Jahr | Titel Album | DE | AT | CH | UK | US | Dance | Anmerkungen                                                |
| ---- | ----------- | --- | --- | --- | --- | --- | --- | ---------------------------------------------------------- |
| 2018 | Electricity | DE64 (7 Wo.)DE | AT61 (3 Wo.)AT | CH46 (6 Wo.)CH | UK4 Platin · (20 Wo.)UK | US62 Platin · (10 Wo.)US | Dance5 (26 Wo.)Dance | Erstveröffentlichung: 6. September 2018 mit Dua Lipa       |
| 2021 | New Love –  | — | — | — | UK65 (3 Wo.)UK | — | Dance12 (15 Wo.)Dance | Erstveröffentlichung: 21. Januar 2021 feat. Ellie Goulding |

Weitere Singles
- 2018: Only Can Get Better (feat. Daniel Merriweather)
- 2018: Feel About You (feat. Mapei)
- 2018: Loud (mit GoldLink & Desiigner)

## Auszeichnungen für Musikverkäufe
| Goldene Schallplatte - Belgien - 2019: für die Single Electricity - Dänemark - 2021: für die Single Electricity - Frankreich - 2020: für die Single Electricity - Italien - 2018: für die Single Electricity - Kanada - 2018: für die Single Electricity | Platin-Schallplatte - Australien - 2018: für die Single Electricity - Polen - 2019: für die Single Electricity - Spanien - 2023: für die Single Electricity 2× Platin-Schallplatte - Neuseeland - 2024: für die Single Electricity 7× Goldene Schallplatte - Mexiko - 2023: für die Single Electricity |

Anmerkung: Auszeichnungen in Ländern aus den Charttabellen bzw. Chartboxen sind in ebendiesen zu finden.
| Land/RegionAuszeichnungen für Musikverkäufe (Land/Region, Auszeichnungen, Verkäufe, Quellen) | Gold     | Platin       | Verkäufe  | Quellen             |
| -------------------------------------------------------------------------------------------- | -------- | ------------ | --------- | ------------------- |
| Australien (ARIA)                                                                            | —        | Platin1      | 70.000    | aria.com.au         |
| Belgien (BRMA)                                                                               | Gold1    | —            | 20.000    | ultratop.be         |
| Dänemark (IFPI)                                                                              | Gold1    | —            | 45.000    | ifpi.dk             |
| Frankreich (SNEP)                                                                            | Gold1    | —            | 100.000   | snepmusique.com     |
| Italien (FIMI)                                                                               | Gold1    | —            | 25.000    | fimi.it             |
| Kanada (MC)                                                                                  | Gold1    | —            | 40.000    | musiccanada.com     |
| Mexiko (AMPROFON)                                                                            | Gold1    | 3× Platin3   | 210.000   | amprofon.com.mx     |
| Neuseeland (RMNZ)                                                                            | —        | 2× Platin2   | 60.000    | radioscope.co.nz    |
| Polen (ZPAV)                                                                                 | —        | Platin1      | 20.000    | olis.pl             |
| Spanien (Promusicae)                                                                         | —        | Platin1      | 60.000    | elportaldemusica.es |
| Vereinigte Staaten (RIAA)                                                                    | —        | Platin1      | 1.000.000 | riaa.com            |
| Vereinigtes Königreich (BPI)                                                                 | —        | Platin1      | 600.000   | bpi.co.uk           |
| Insgesamt                                                                                    | 6× Gold6 | 10× Platin10 |           |                     |